# Abaisse-langue

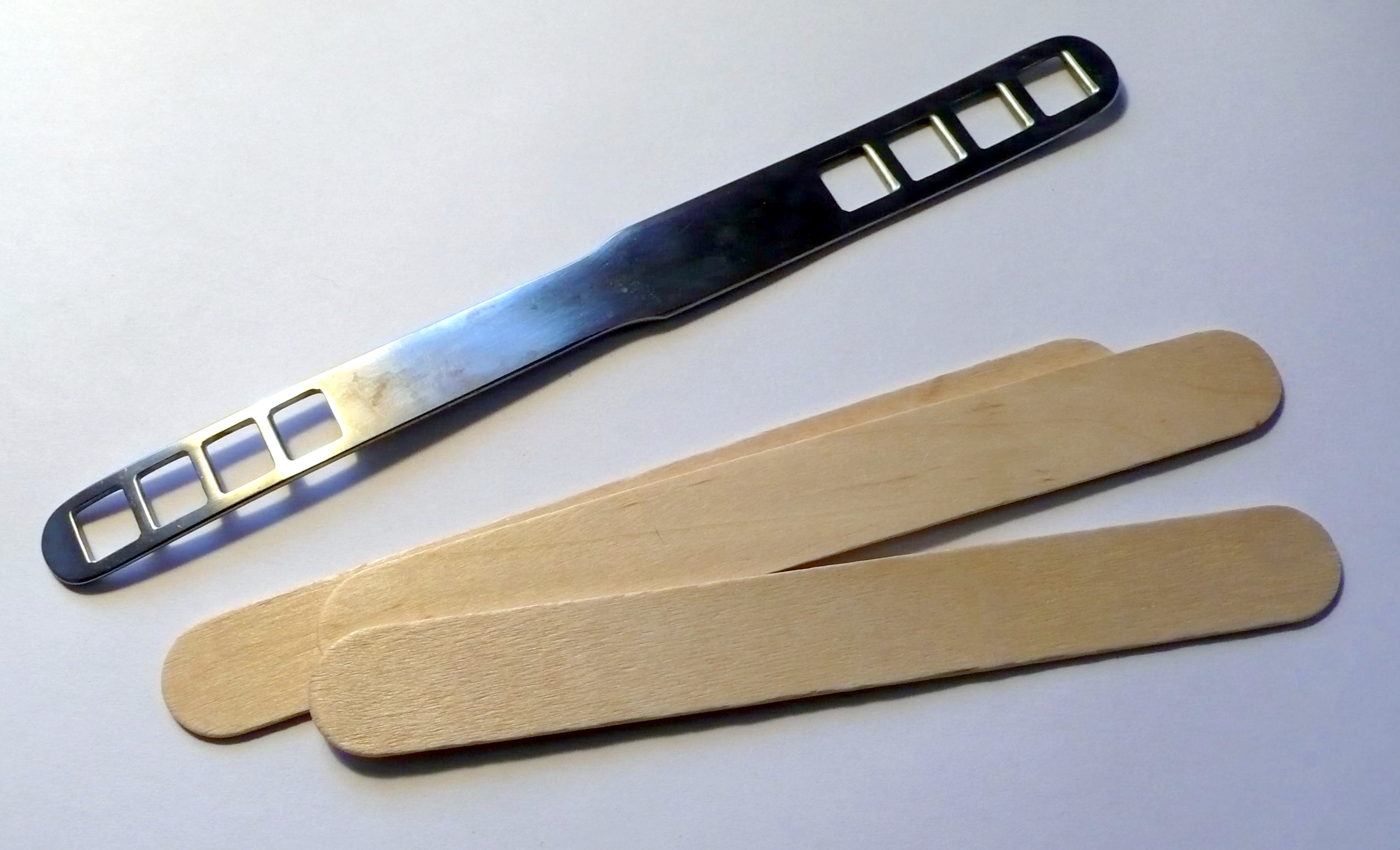
Abaisse-langues en bois et en métal.

Un abaisse-langue (parfois appelé spatule) est un instrument utilisé en médecine,en bois ou en métal, pour abaisser la langue afin de permettre l'examen de la bouche et de la gorge.

## Aspects modernes
Les abaisse-langues modernes les plus courants sont des lamelles plates et minces en bois, lisses et arrondies aux deux extrémités. Comme ces abaisse-langues en bois sont peu coûteux et difficiles à nettoyer en raison de leur texture poreuse, ils sont à usage unique alors que ceux en métal, courbés, sont stérilisables.
En l'absence d'instrument spécifique, la dépression de la langue peut toujours être réalisée au moyen d'un manche de cuillère,.

## Histoire

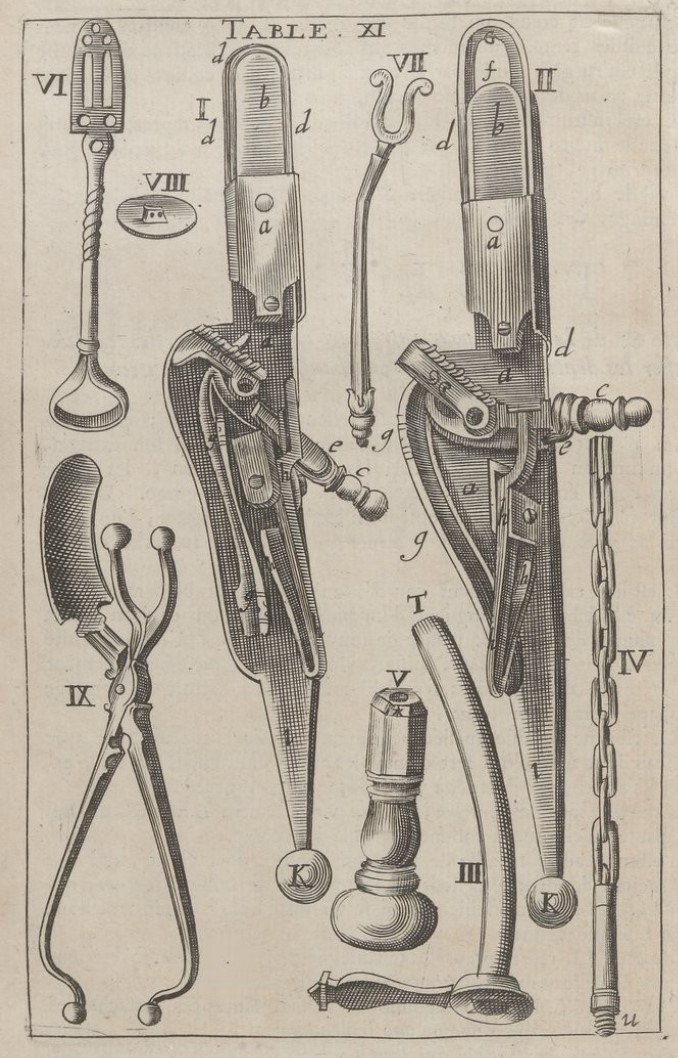
Speculum oris fort à 2 branches (n°IX) et commun (platine simple, n°VI) d'après Jean Scultet (1712) tiré de son Arcenal de chirurgie, édition en français de 1712.

Historiquement, les abaisse-langues ont été fabriqués à partir de divers matériaux, ont porté divers noms et ont servi aux soins et pas seulement à l'examen buccal.
Par le passé, l'abaisse-langue a été dénommé glossocatoche (du grec glossa : langue et katéchô : je retiens) ou linguæ detentor, speculum oris (cette dernière appellation portant à confusion avec l'ouvre-bouche), ou encore miroir de bouche, etc., et pourrait avoir été inventé par Paul d'Égine au VIIe siècle. Il a subi une profonde évolution dans sa forme. Jusqu'au XVIIIe siècle l'abaisse-langue est métallique et comporte deux pièces asymétriques articulées entre elles comme une paire de pince moderne. Une des pièces, courbe, est la platine proprement dite qui va entrer en bouche et permettre d'appuyer sur la langue, l'autre pièce munie de crochets de courbure inversée passe sous le menton, la pression exercée par la main du soignant sur les branches permet de les écarter, ouvrant la bouche et affaissant la langue,. Cet instrument permettant le maintien de la bouche ouverte et de la langue abaissée avec une seule main est caractéristique d'une époque où l'abaisse-langue est utilisé pour des interventions dans la bouche et non pour un simple examen visuel. Au XVIIe siècle Jean Scultet décrit un abaisse-langue en une seule pièce, métallique, dont la platine est ajourée, et dont l'une des faces peut servir de gratte-langue. Viennent ensuite les abaisse-langues à une platine seule et sans gratte-langue préfigurateur de l'instrument moderne.
Les versions anciennes d'abaisse-langues en bois étaient faites en balsa, pin ou séquoia. Il existe des abaisse-langues modernes en métal, au moins depuis la guerre de Sécession, et aussi en verre en forme de lame courbée . La courbure facilite la dépression de la langue. Plus récemment sont apparus des abaisse-langues en plastique.
L'examen buccal à l'aide d'un abaisse-langue nécessite une bonne lumière, au XIXe siècle Lescarbault et Gaffe, avant la généralisation de la lumière électrique, ont conçu de disposer à une extrémité de l'abaisse-langue une bougie!

## Emploi non médical
De multiples utilisations des abaisse-langues ont été décrites, en particulier dans le domaine ludique, ils peuvent ainsi être utilisés pour former des bombes à bâtonnets fort prisées en Amérique du Nord sous le nom de stick bomb,.

## Divers
Abaisse-langue est masculin. Sa forme plurielle est abaisse-langues qu'on retrouve dans le Larousse mais qui est contestée par certains auteurs.